# San Martino al Tagliamento
San Martino al Tagliamento là một đô thị ở tỉnh Pordenone trong vùng Friuli-Venezia Giulia, có cự ly khoảng 80 km về phía tây bắc của Trieste và khoảng 20 km về phía đông bắc của Pordenone. Tại thời điểm ngày 31 tháng 12 năm 2004, đô thị này có dân số 1.449 người và diện tích là 17,8 km².
San Martino al Tagliamento giáp các đô thị: Arzene, San Giorgio della Richinvelda, Sedegliano, Valvasone.